# Auditorio Juan Pachín Vicéns
El Auditorio Juan Pachín Vicens es un auditorio y estadio deportivo en la ciudad de Ponce, Puerto Rico. Abrió sus puertas el 12 de mayo de 1972 y lleva el nombre del jugador de baloncesto Juan "Pachín" Vicéns (aunque en un principio se le llamaba "coliseo", no "auditorio".)
El auditorio ha sido remodelado varias veces. Su capacidad original era de 7786 personas, pero fue remodelado a mediados de los 1990, para aumentar la misma. En el 2001 el auditorio fue remodelado una vez más para hacerle una serie de mejoras, entre ellas: un sistema de acondicionador de aire, un nuevo tablero, un nuevo sistema de sonido, mejoras a la acústica, y aumentar una vez más su capacidad la cual es de poco más de 8,000 espectadores.
El auditorio es el local oficial del equipo de baloncesto de la liga de Baloncesto Superior Nacional de la isla, los Leones de Ponce. Además, es escenario de múltiples conciertos, circos, convenciones, y reuniones organizacionales. El auditorio fue también el escenario de los servicios funerales del fenecido alcalde de la ciudad, Rafael Cordero Santiago|Rafael "Churumba" Cordero Santiago.